# Cuspidaria hindsiana
Cuspidaria hindsiana is een tweekleppigensoort uit de familie van de Cuspidariidae. De wetenschappelijke naam van de soort is voor het eerst geldig gepubliceerd in 1864 door A. Adams.